# Bajša
Bajša (ćir.: Бајша, mađ.: Bajsa) je naselje u općini Bačkoj Topoli u Sjevernobačkom okrugu u Vojvodini. Nalazi se 6 km od Bačke Topole (povijesna Mala Bajša).

## Povijest
Kraj je bio naseljen u 11. st. U Kecskés-partu su živjeli Mađari, a to naselje s crkvom uništili su Mongoli. Sagrađena je nova crkva koja je uništena za osmanskih osvajanja.
Današnja Bajša osnovana je pored potoka Krivaje. U povijesti se ne nalazi pod ovim imenom. U starim dokumentima spominje se Surdok u županiji Bač. Surdok je danas u Bajši, a nekad je bio južnije. 
Kroz povijest promijenila je nekoliko gospodara: Erzsebet Silagyi, obitelj Dóczi, braći Both, Ivaniš Korvin, potom obitelji Falcion, Lelbach, Fernbach, Wamoscher, Zako i Vojnić. Stanovništvo su kroz povijest bili Hrvati, Mađari, Srbi i Slovaci.
11. lipnja 1751. godine Marija Terezija dala je Bajšu Stjepanu Zakou uz uvjet da ju naseli, što je i učinio iste godine. Stanovnike je doveo iz dalekih krajeva. Doveo ih je iz Gornje Ugarske. Bili su to Slovaci i Mađari, a Srbe je doveo iz pograničnih mesta. Zako je upao u materijalne i financijske probleme zbog doseljenika i problema u gospodarenju imanjem. Na pozornicu tad stupa plemenitaška obitelj bačkih Hrvata Vojnić. Stjepan Zako je braći Vojnić (Luki i Jakovu) prodao 1759. polovinu Bajše za 13.000 forinta. Tako su od te godine Vojnići vladari polovine Bajše, a poslije su se po ovom posjedi i prozvali Vojnić od Bajše.. 1760. su sagradili prvu crkvu, koju su poslije koristile sve tri vjere. Do 1784. crkveno je pripadala Subotici. Zabilježeno je da je 1764. živjelo u Bajši 28 katoličkih obitelji i 379 katolika. Vojnići su prihvatili sagraditi župu što su i učinili 1784. godine. Do 1791. u Bajši bilo je 595 katolika, a u Rogatici 82. 1804. su godine svećenici zamolili Vojniće neka izgrade pomognu izgradnju nove crkve, što su ovi zdušno prihvatili, nesebično ponudivši za izgradnju crkve "trogodišnji zakup od zemlje, čitavu zaradu restorana i mesarnice, jednu desetinu zarade od ovaca", a ako ne bude dovoljno, da će pet članova obitelji Vojnić dati po 1000 forinti. Materijal se nabavljalo iz raznih bačkh mjesta. Vjernici su sudjelovali u gradnji. Crkva je posvećena 1816. godine. Za crkvu se potrošeno 7666 forinti, a usporedbe radi, kuća je bila 300, a jedan ručak 4 forinte.
Godine 1817. Frém Mihály i supruga mu Katalin Koller iz Zobnatice podigli su kalvariju od mramorovog križa Krista, te od dva križa od drveta. 1830. godine stara je srušena osim križa s Kristom koji je 1905. premješten na novo groblje, a fondom tužitelja u Bačko-bodroškoj županiji Mate Vojnića i njegove supruge Antonije Volarić izgrađena je 1830. nova kalvarija, od tri velika križa i od tri kipa ljudske veličine. Ispod kalvarije je grobnica obitelji Vojnić bogato ukrašenih vrata, s grbom obitelji Vojnić.
Plemićka obitelj Zako dobila je 1751. imanje od Marije Terezije. Uz imanje sagrađena je obiteljska kuća, poslije dvorac Zako (danas je u parku). Pola su stoljeća imanje i dvorac bili su u vlasništvu plemićke porodice Vojnić od Bajše kod kojih su se Zakovi (Zákó) zadužili (sve do 1818.). Radilo se o tome da su ga Vojnići dobili kao kompenzaciju za dugove plemića Stjepan Zaka. Dvorac je obnovljen 1818. u stiliu klasicizma i vraćen u vlasništvo obitelji Zako, ponajviše zahvaljujući unuku Stevanovom unuku Dimitriju. Druge polovine 19. stoljeća Nandor Vamoser kupio je ovaj dvorac.
Župi u Bajši pripada 1350 vjernika, a pripada im Panonija, Duboka, Srednji Salaš i Emušić.
Još 1753. imala je svoje kavane. Početkom 19. st. dobila je mlinove i vodenicu, a do 1812. prodavaonice. Imala je i ciglanu. Pripadala je Bačko-Bodroškoj županiji, a Srpskoj Vojvodini od 1849. do 1859., Pretkraj Austro-Ugarske imali su fotografsku radnju. Trgovci su bili uglavnom Srbi i Židovi.
Za drugog svjetskog rata pripojena je Mađarskoj. Muškarci su dobrim dijelom bili unovačeni u mađarsku vojsku i poslani na sovjetsko ratište. Srbi su 1941. godine deportirani odavde, a ovamo su dopremljeni stanovnici iz Bukovine koji su 1944. godine prešli u mađarska sela. Slabljenjem fašizma osnovana je brigada mađarskih partizana Sandor Petofi u kojoj je bilo mnoštvo Bajšana.
2000. izgorila je starina, kurija Wamoscher.

## Stanovništvo
U naselju Bajša živi 2.568 stanovnika, od čega 2.049 punoljetan stanovnik s prosječnom starosti od 41,4 godina (39,2 kod muškaraca i 43,5 kod žena). U naselju ima 996 domaćinstva, a prosječan broj članova po domaćinstvu je 2,58.
Prema popisu iz 1991. godine u naselju je živjelo 2.745 stanovnika.
| Etnički sastav 2002. |            |        |
| Narod                | Stanovnika |        |
| Mađari               | 1.671      | 65,07% |
| Srbi                 | 413        | 16,08% |
| Slovaci              | 162        | 6,30%  |
| Jugoslaveni          | 129        | 5,02%  |
| Romi                 | 13         | 0,50%  |
| Hrvati               | 12         | 0,46%  |
| Rusini               | 6          | 0,23%  |
| Crnogorci            | 5          | 0,19%  |
| Nijemci              | 5          | 0,19%  |
| Slovenci             | 4          | 0,15%  |
| Bunjevci             | 3          | 0,11%  |
| Ukrajinci            | 2          | 0,07%  |
| Makedonci            | 2          | 0,07%  |
| Rusi                 | 1          | 0,03%  |
| nepoznato            | 3          | 0,11%  |

| broj stanovnika | 2987  | 2826  | 2797  | 2990  | 2753  | 2745  | 2568  |
|                 | 1948. | 1953. | 1961. | 1971. | 1981. | 1991. | 2001. |

## Znamenitosti
Spomenici kulture:
- dvorac Zako iz 18. st., prvotno obiteljska kuća
- katolička crkva Uznesenja BDM
- pravoslavna crkva sv. Dimitrija
- kalvarija u Bajši, dala izgraditi plemićka obitelj bačkih Hrvata Vojnić od Bajše[9]
- zavičajna kuća s tri sobe koje su uređene u srpskom, mađarskom i slovačkom stilu[4]

## Vanjske poveznice
- Karte, položaj vremenska prognoza
- Satelitska snimka naselja